# Trifluoracetamid
Trifluoracetamid ist eine chemische Verbindung aus der Gruppe der Acetamide.

## Gewinnung und Darstellung
Die Synthese ist möglich durch Reaktion von entweder Methyltrifluoracetat oder Ethyltrifluoracetat mit wasserfreiem Ammoniak oder ausgehend von 1,1,1-Trichlor-2,2,2-trifluorethan (CFC-113a).

## Eigenschaften
Trifluoracetamid ist ein beiger Feststoff, der löslich in Wasser ist.

## Verwendung
Trifluoracetamid wird verwendet als bequeme Alternative zur Gabriel-Synthese von primären Aminen aus Halogeniden durch N-Alkylierung, gefolgt von der Abspaltung der leicht hydrolysierbaren Trifluoracetylgruppe, und zur verbesserten N-Alkylierung unter Phasentransfer-Bedingungen, die eine aufeinanderfolgende Alkylierung mit verschiedenen Alkylgruppen ermöglichen.